# Веткино (Марий Эл)
Веткино (мар. Веткан почиҥга) — деревня в Сернурском районе Республики Марий Эл. Входит в состав Верхнекугенерского сельского поселения.

## География
Находится в северо-восточной части республики Марий Эл на расстоянии приблизительно 3 км на юго-восток от районного центра посёлка Сернур.

## История
Впервые упоминается в 1834 году как починок Средняя Мушка, в котором проживали 36 человек, мари. В 1857 году здесь числилось 11 дворов и 63 человека. В 2005 году отмечено 11 дворов. В советское время работали колхозы «Куралше», «Самолёт», «Чевер ужара», позже «Страда».

## Население
Население составляло 36 человек (мари 94 %) в 2002 году, 32 в 2010.